# Campeonato Profesional de Gales
El Campeonato Profesional de Gales (en inglés y oficialmente: Welsh Professional Championship) fue un torneo profesional de snooker que se celebró en diferentes puntos de Gales y que solo permitía la participación de jugadores de aquel país. Aunque se jugó con un sistema de retos en 1922 y 1977, no se asentó como torneo de eliminatorias hasta 1980, y desde entonces se disputó con periodicidad anual. Darren Morgan, que se impuso 9-3 a Mark Bennett en la final de 1991, quedó como último ganador del certamen.

## Historia

### Ganadores
| Año                     | Ganador         | Resultado | Subcampeón      | Sede        | Referencias |
| ----------------------- | --------------- | --------- | --------------- | ----------- | ----------- |
| Retos                   |                 |           |                 |             |             |
| 1922                    | J. S. Nicholls  | 1032-777  | W. Davies       | Cardiff     | [ 2 ]       |
| 1977                    | Ray Reardon     | 12-8      | Doug Mountjoy   | Caerphilly  | [ 1 ]       |
| Torneo de eliminatorias |                 |           |                 |             |             |
| 1980                    | Doug Mountjoy   | 9-6       | Ray Reardon     | Ebbw Vale   | [ 1 ]       |
| 1981                    | Ray Reardon     | 9-6       | Cliff Wilson    | Ebbw Vale   | [ 1 ]       |
| 1982                    | Doug Mountjoy   | 9-8       | Terry Griffiths | Ebbw Vale   | [ 1 ]       |
| 1983                    | Ray Reardon     | 9-1       | Doug Mountjoy   | Ebbw Vale   | [ 1 ]       |
| 1984                    | Doug Mountjoy   | 9-3       | Cliff Wilson    | Ebbw Vale   | [ 1 ]       |
| 1985                    | Terry Griffiths | 9-4       | Doug Mountjoy   | Abertillery | [ 1 ] [ 3 ] |
| 1986                    | Terry Griffiths | 9-3       | Doug Mountjoy   | Abertillery | [ 1 ] [ 3 ] |
| 1987                    | Doug Mountjoy   | 9-7       | Steve Newbury   | Newport     | [ 1 ]       |
| 1988                    | Terry Griffiths | 9-3       | Wayne Jones     | Newport     | [ 1 ] [ 3 ] |
| 1989                    | Doug Mountjoy   | 9-6       | Terry Griffiths | Newport     | [ 1 ]       |
| 1990                    | Darren Morgan   | 9-7       | Doug Mountjoy   | Newport     | [ 1 ]       |
| 1991                    | Darren Morgan   | 9-3       | Mark Bennett    | Newport     | [ 1 ]       |